# 夜明け (フラワーカンパニーズの曲)
「夜明け」（よあけ）は、日本のバンド・フラワーカンパニーズの11枚目のシングル。

## 解説
- 前作より4ヶ月ぶりのリリース。
- 本作が8cmCD形態でリリースされた最後のシングル。

## 収録曲
全編曲：フラワーカンパニーズ
1. 夜明け (5:53)
作詞：鈴木けいすけ　作曲：鈴木けいすけ・竹安堅一
TBS系「POP FILE」エンディング・テーマ
2. MY OBSESSION (4:15)
作詞・作曲：ミック・ジャガー、キース・リチャーズ
ローリング・ストーンズのカバー。

## 収録アルバム
- Prunes & Custard（#1）
- Singles & More 〜Antinos Years（#1）
- Prunes & Custard+3（#1, #2）
- フラカン入門（#1）